# Giannino Facci
Giannino Facci (Castel d'Azzano, 29 marzo 1920 – ...) è stato un calciatore italiano, di ruolo centrocampista.

## Carriera
Ha giocato cinque campionati di Serie B con il Verona, per un totale di 62 presenze e 11 reti.